# SBB Te III (1941)

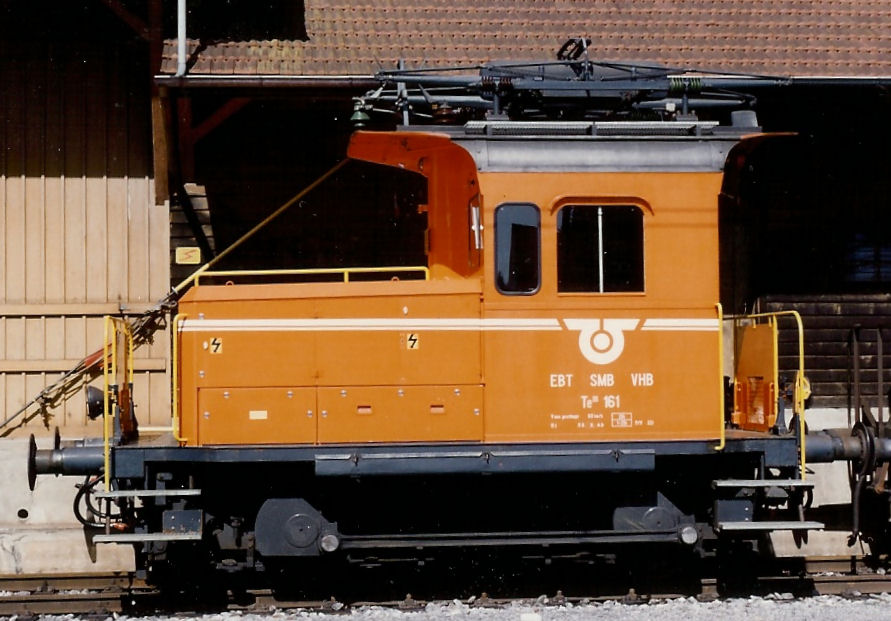
Te III Nr. 161 der VHB

Beim Te III handelt es sich um einen Rangiertraktor, der von den Schweizerischen Bundesbahnen (SBB) und einigen Schweizer Privatbahnen zwischen 1941 und 1952 bezogen wurde. Insgesamt wurden 25 Fahrzeuge hergestellt.
Dieser Fahrzeugtyp wurde bei den Privatbahnen anfänglich auch als Lokomotive Ce 2/2 bezeichnet. Diese Lokomotiven unterschieden sich nur in der zusätzlich eingebauten Luftbremse. Diese wurde aber bei den Rangiertraktoren der SBB nachträglich noch nachgerüstet. Auch unterscheiden sich die später gelieferten Fahrzeuge in einigen Details, wurden doch die ersten Fahrzeuge während des Materialmangels des Zweiten Weltkrieges erbaut. Das zweiachsige Fahrzeug besitzt zwei durch Kuppelstange verbundene Radsätze, die durch einen Tatzlager-Motor angetrieben werden. Der Motor hat eine Leistung von 250 bis 257 kW.

## Fahrzeuge
Die ersten SBB Te III trugen bei der Auslieferung die Nummer 101–106, welche 1942 in 121–126 geändert wurde. Ebenfalls fabrikneu wurden die 127–136 der SBB geliefert.
Beim Te 137 handelt es sich um den 1945 an die Vereinigte Huttwil-Bahnen (VHB) gelieferten Ce 2/2 163, welcher 1956 von den SBB übernommen wurde. Dieses Fahrzeug wurde 1968 an die Emmental-Burgdorf-Thun-Bahn (EBT) verkauft, wo es als Ce 2/2 122 eingestellt wurde. Im Gegenzug wurde der Sensetalbahn (STB) Te 11 übernommen und unter dieser Nummer eingestellt. Die VHB besass anfänglich zwei Ce 2/2, die Nummer 162 und 163, nach dem Verkauf der 163 und der Umzeichnung des EBT-Fahrzeuges, wurde der 162 1963 in 161 umgezeichnet.
Die Oensingen-Balsthal-Bahn OeBB erwarb 1944 und 1947 drei neue Ce 2/2, die sie mit den Nummern 101–103 einreihte. Im Jahr 1958 übernahmen die SBB von den (OeBB) den Ce 2/2 101 und reihten ihn als Te 138 ein.
Die Schweizerische Südostbahn (SOB) beschaffte 1943 einen Te III, den sie als Nr. 31 einreihte.
Die EBT beschaffte sich ein fabrikneues Fahrzeug, dieses wurde als Ce 2/2 161 1945 in Betrieb genommen, 1963 aber mit der Nummer 121 versehen. Im gleichen Jahr übernahmen die EBT die beiden Ce 2/2 1–2 der Chemins de fer du Jura (CJ), die 1952 ausgeliefert wurden. Die EBT zeichnet 1974 die nun vier Ce 2/2 121–124 in ihrem Besitz in Te III um, und 1999/2000 wurde daraus die Te 216 301–304 (VHB Te 161 als 216 305).